# Qiaomeng
Qiaomeng (kinesiska: 桥盟, 桥盟乡) är en socken i Kina. Den ligger i provinsen Henan, i den centrala delen av landet, omkring 110 kilometer nordost om provinshuvudstaden Zhengzhou. Antalet invånare är 34 604. Befolkningen består av 16 736 kvinnor och 17 868 män. Barn under 15 år utgör 26,0 %, vuxna 15-64 år 67 %, och äldre över 65 år 5,0 %.
Genomsnittlig årsnederbörd är 689 millimeter. Den regnigaste månaden är juli, med i genomsnitt 209 mm nederbörd, och den torraste är januari, med 3 mm nederbörd.